# Резолюция Совета Безопасности ООН 913
Резолюция Совета Безопасности Организации Объединённых Наций 913 (код — S/RES/913), принятая 22 апреля 1994 года после подтверждения всех резолюций по ситуации в Боснии и Герцеговине, а также резолюции 908 (1994). Совет Безопасности обсудил ситуацию в безопасном районе Горажде и урегулирование конфликта.
Совет выразил обеспокоенность по поводу продолжающихся боевых действий вокруг города Горажде и их влияния на всю Боснию и Герцеговину, а также переговоры. Этот город является зоной, охраняемой Организацией Объединённых Наций, и армия боснийских сербов была решительно осуждена за наступление на него и гражданское население, а также за нападения на сотрудников гуманитарных организаций, что является нарушением международного гуманитарного права. Боснийские сербы также были осуждены за неспособность выполнять свои обязательства и вести переговоры в духе доброй воли. Были осуждены препятствия свободе передвижения и нападения на Силы ООН по защите (UNPROFOR), и Совет постановил, что они должны в полной мере использовать свой мандат в резолюциях 824 (1993), 836 (1993), 844 (1993) и 908 (1994), чтобы внести вклад в достижение прочного прекращения огня в регионе.